# Красавино-1
Красавино-1 — деревня в Кичменгско-Городецком районе Вологодской области.
Входит в состав Кичменгского сельского поселения, с точки зрения административно-территориального деления — в Кичменгский сельсовет.
Расстояние по автодороге до районного центра Кичменгского Городка — 6 км, до центра муниципального образования Кичменгского Городка — 6 км. Ближайшие населённые пункты — Кузьмино, Судническая Гора, Недуброво.
По данным переписи в 2002 году постоянного населения не было.